# Bamboo Blade
Bamboo Blade (バンブーブレード, Banbū burēdo) est un manga écrit par Masahiro Totsuka (土塚雅弘) et illustré par Aguri Igarashi (五十嵐あぐり). Le manga a été prépublié dans le magazine seinen Young Gangan entre le 3 décembre 2004 et le 3 septembre 2010, et a été compilé en un total de quatorze tomes. La version française est éditée en intégralité par Ki-oon en quatorze volumes sortis entre septembre 2009 et octobre 2011.
Le thème principal du manga est le kendo ; la plupart des prénoms des personnages sont issus des vainqueurs du championnat japonais de kendo (ja).
Une adaptation en série d'animation de 26 épisodes a été réalisé par le studio AIC A.S.T.A et diffusé du 2 octobre 2007 au 2 avril 2008 sur TV Tokyo. Une première série dérivée nommée Bamboo Blade B, écrite par Masahiro Totsuka et dessinée par Neko Sutajio, a été prépubliée dans le magazine Monthly Shōnen Gangan entre décembre 2008 et novembre 2013, et 9 tomes sont sortis au 22 août 2012. Une seconde série dérivée nommée Bamboo Blade C a débuté en mai 2013 dans le magazine Monthly Big Gangan.

## Synopsis
Kojirō est un enseignant qui dirige également le club de kendo du lycée où il travaille. Ayant des difficultés financières pour se nourrir, ce dernier fait un pari avec un ancien senpai qui possède lui aussi un dojo. Si l’équipe féminine de Kojirō arrive à gagner contre celle de ce dernier, alors il pourra manger des sushis, gratuitement et à sa faim, pendant toute une année. Le seul problème pour le jeune professeur est que son club ne compte que deux membres féminins, dont une élève qui n’a pas donné signe de vie depuis un moment. Le pari semble perdu d’avance jusqu’à ce qu’il rencontre Tamaki Kawazoe. Cette jeune fille, au physique frêle, cache en effet un talent hors du commun pour le kendo. Refusant l’invitation dans un premier temps, elle va finalement rejoindre le club à la suite d'un incident, en tant qu’ « allié de la justice ». Avec l’arrivée de Tamaki dans l’équipe, gagner le match semble alors possible pour la plus grande joie de Kojirō et des autres membres du dojo.

## Personnages
Toraji Ishida (石田 虎侍, Ishida Toraji),
Doublage : Katsuyuki Konishi
Aussi surnommé Kojirō (コジロー), il est professeur de politique et d'économie au Lycée Muroe, ainsi qu'instructeur du club de kendo. Il est toujours sans le sou, et vivote de paye en paye. Il lui arrive souvent de ne plus avoir assez d'argent après avoir réglé ses traites et il finit généralement par vivre au crochet de ses étudiants. Un vieux senpai lui offre la chance de sa vie, en pariant qu'il pourra manger gratuitement pendant un an dans le restaurant de sushi de son père, s'il peut trouver un groupe de filles capable de battre son équipe féminine de kendo, en compétition.
Tamaki Kawazoe (川添 珠姫, Kawazoe Tamaki)
Doublage : Ryō Hirohashi
Une lycéenne de première année que tout le monde appelle Tama-chan (タマちゃん). C'est un véritable génie du kendo, mais elle ne le voit pas comme un loisir, plutôt comme une tâche pratiquée à la maison, dans le dojo de kendo dirigé par son père. Elle refuse de rejoindre le club de kendo de l'école, pensant que ce n'est pas nécessaire, mais elle va devenir membre temporaire pour combattre un senpai brutalisant les nouveaux arrivants. Son sens de la justice et du fair-play, développé en regardant chōkensentai Blade Braver (超剣戦隊ブレードブレイバー) enfant, lui font mépriser les injustices. Elle est restée une grande amatrice d'anime et de Blade Braver malgré son âge.
Elle joue en position de taishō (大将, général) dans la compétition. Cela veut dire qu'elle est la dernière à combattre dans l'équipe.
Kirino Chiba (千葉 紀梨乃)
Doublage : Megumi Toyoguchi
Lycéenne de deuxième année, et capitaine du club de kendo. Énergique et enthousiaste, elle rêve de mener son équipe en compétition nationale.
Elle joue en position de fukushō (副将) (commandant en second) dans la compétition. Elle est l'avant-dernière à combattre dans l'équipe.
Miyako Miyazaki (宮崎 崎都)
Doublage : Houko Kuwashima
Lycéenne en première année, surnommée "Miya-Miya". Elle est présentée comme une fille très jolie et amicale qui, à la surprise de beaucoup, est la petite amie de Danjūrō. En réalité, elle possède une personnalité très sombre et sadique, mais elle le cache pour rester avec Danjūrō. Ayant rejoint le club de kendo uniquement parce que Danjūrō y était, elle commence par trouver cette activité ennuyeuse. Cependant, elle finit par l'apprécier, après avoir réalisé qu'elle prenait plaisir à frapper les gens.
Elle joue en position chūken (中堅) (littéralement : gros des troupes) dans la compétition. Ce qui veut dire qu'elle combat en troisième position, au milieu de l'équipe.
Sayako Kuwahara (桑原 鞘子)
Doublage : Sachiko Kojima
Une lycéenne de deuxième année que l'on pourrait décrire comme étant très spontanée, et qui change souvent ses centres d'intérêt. Elle a rejoint le club de kendo en première année, mais elle a souvent disparu pour de courtes périodes, annonçant qu'elle quittait le club. Elle connait Kirino depuis l'école primaire.
Elle est en position jihō (次鋒) (littéralement : après la pointe) dans la compétition. Elle est la deuxième à combattre.
Satori Azuma (東 聡莉)
Doublage : Rina Satō
La cinquième et dernière personne à rejoindre le club de kendo. Elle est très douée. Elle est même la deuxième plus forte du club, derrière Tamaki. Par contre, elle est très mauvaise étudiante, ce qui l'a poussé à arrêter le kendo après l'école primaire pour se concentrer sur ses études. Comme c'est une jeune fille très naïve, Miyako l'a trompé en lui disant que rejoindre le club de kendo lui permettrait d'améliorer ses études.
Elle est en position senpō (先鋒) (avant-garde) dans la compétition. Elle est donc la première combattante de l'équipe.
Yūji Nakata (中田 勇次)
Doublage : Daisuke Sakaguchi
Étudiant de première année qui rejoint le club de kendo. Il a été membre du club de kendo de son collège, et il s'est également entrainé au dojo Kawazoe. Durant le collège, il a été classé dans les huit premiers du tournoi préfectoral. En annexe du manga, Tamaki affirme qu'il est plus fort que Toyama. Ce n'est pas certain mais il est possible qu'il soit amoureux de Tamaki, il l'aime beaucoup en tout cas.
Danjūrō Eiga (栄花 段十朗)
Doublage : Akira Ishida
Également appelé Dan-kun, c'est une première année banale et rondelet qui a rejoint le club de kendo en même temps qu'Yūji. À l'origine, il voulait rejoindre le club de ping-pong, mais ce club n'existait pas dans le lycée. Il surprend Yūji et Kojirō quand il pousse sa jolie petite amie Miyako à rejoindre le club.
Toyama (外山)
Doublage : Atsushi Imaruoka
Le tourmenteur de l'école et membre du club de kendo. Il rate souvent les entraînements, et a forcé tous les autres membres du club à partir (à l'exception de Sayako) en prétendant leur enseigner des techniques, ce qui consiste pour lui à les frapper constamment avec son shinaï. Il utilise un shinaï en fibre de carbone, censé selon lui infliger une plus grande douleur à l'adversaire à l'impact.
Iwasa (岩佐)
Doublage : Yūichi Ishigami
Ami de Toyama et également membre du club de kendo qui saute également les entraînements.

## Manga
La série a été publiée entre le 3 décembre 2004 et le 3 septembre 2010 dans le magazine Young Gangan,. La version française est éditée par Ki-oon.
Une première série dérivée nommée Bamboo Blade B a été publiée entre décembre 2008 et novembre 2013. Une seconde série dérivée nommée Bamboo Blade C a débuté en mai 2013,.

## Anime
L'adaptation en série télévisée d'animation a été annoncée en juillet 2007. Elle a été diffusée entre octobre 2007 et avril 2008

### Liste des épisodes
| No | Titre français                                      | Titre japonais               | Titre japonais                         | Date de 1re diffusion |
| No | Titre français                                      | Kanji                        | Rōmaji                                 | Date de 1re diffusion |
| -- | --------------------------------------------------- | ---------------------------- | -------------------------------------- | --------------------- |
| 01 | Le balai et l'alliée de la justice                  | 竹ぼうきと正義の味方         | Takebōki to seigi no mikata            | 2 octobre 2007        |
| 02 | La valeureuse épée et le déjeuner                   | ブレードブレイバーとお弁当   | Burēdo Bureibā to obentō               | 9 octobre 2007        |
| 03 | Noire et bleue                                      | ブラックとブルー             | Burakku to burū                        | 16 octobre 2007       |
| 04 | Rose et bleue                                       | ピンクとブルー               | Pinku to burū                          | 23 octobre 2007       |
| 05 | Lycée Muroe et lycée Machido                        | 室江高と町戸高               | Muroe kō to machido kō                 | 30 octobre 2007       |
| 06 | Kawazoe Tamaki et la tardive Bureiba                | 川添珠姫と遅刻の武礼葉       | Kawazoe Tamaki to chikoku no Bureiba   | 6 novembre 2007       |
| 07 | Sushi et Katsu frits                                | 寿司とメンチカツ             | Sushi to menchikatsu                   | 13 novembre 2007      |
| 08 | Tama-chan et son travail à mi-temps                 | タマちゃんとアルバイト       | Tama-chan to arubaito                  | 20 novembre 2007      |
| 09 | Les problèmes de Kojirō                             | コジローと運命の分岐点       | Kojirō to unmei no bunkiten            | 27 novembre 2007      |
| 10 | La mélancolie de Miya-Miya et la première rencontre | 宮崎都の憂鬱と初大会         | Miyazaki Miyako no yūtsu to hajitaikai | 4 décembre 2007       |
| 11 | Animation et rêve                                   | アニメーションとドリーム     | Animeeshon to doriimu                  | 11 décembre 2007      |
| 12 | Les circonstances d'Azuma                           | 東の事情とメイの事情         | Azuma no jijō to mei no jijō           | 18 décembre 2007      |
| 13 | Profs et élèves                                     | 先生たちと生徒たち           | Senseitachi to seitotachi              | 25 décembre 2007      |
| 14 | La détermination de Satorin et Gloups               | さとりんの決意ともぎゅもぎゅ | Satorin no ketsui to mogyumogyu        | 9 janvier 2008        |
| 15 | Premier camp d'entraînement et premier bain public  | 初合宿と初銭湯               | Hatsugasshuku to hatsusentō            | 16 janvier 2008       |
| 16 | L'absence de Kirino et les qualifications           | キリノの欠席と予選大会       | Kirino no kesseki to yosen taikai      | 23 janvier 2008       |
| 17 | Lumières et ténèbres                                | 光と陰                       | Hikari to kage                         | 30 janvier 2008       |
| 18 | Lycée Muroe et l'après tournoi                      | 大会とその後の室江高         | Taikai to sonogo no Muroe kō           | 6 février 2008        |
| 19 | Tatou et Pangolin                                   | アルマジロとセンザンコウ     | Arumajiro to Senzankō                  | 13 février 2008       |
| 20 | Braver et Shinaider                                 | ブレイバーとシナイダー       | BUREIBAA to SHINAIDAA                  | 20 février 2008       |
| 21 | Kawazoe Tamaki et Suzuki Rin                        | 川添珠姫と鈴木凛             | Kawazoe Tamaki to Suzuki Rin           | 27 février 2008       |
| 22 | Le vainqueur et la vaincue                          | 敗者と勝者                   | Haisha to shōsha                       | 5 mars 2008           |
| 23 | Supercherie et silence                              | 嘘と沈黙                     | Osu to chinmoku                        | 12 mars 2008          |
| 24 | Épée et voie                                        | 剣と道                       | Ken to michi                           | 19 mars 2008          |
| 25 | Kendo et le rassemblement                           | 剣道とそれがもたらすもの     | Kendo to sore ga motarasumono          | 26 mars 2008          |
| 26 | Présent et futur                                    | "それから"と"これから"       | "Sorekara" to "korekara"               | 2 avril 2008          |